# 정다빈 (1980년)
정다빈(본명: 정혜선, 한국 한자: 鄭慧善, 1980년 3월 4일 ~ 2007년 2월 10일)은 대한민국의 배우였다.

## 삶과 경력
정다빈의 본명은 정혜선으로 1980년 3월 4일 경기도 성남시에서 1남 1녀 중 장녀로 태어났다. 중원초등학교, 숭신여자중학교를 거쳐 1999년 분당영덕여자고등학교를 졸업했다. 이후 배우 데뷔 후인 2003년 동국대학교 연극영상학부에 연기재능 우수자 전형(수시)으로 지원해 합격해서 이듬해인 2004년 입학했다.
정다빈은 고등학교 3학년 때인 1998년 서울 압구정동에 있는 아이스크림 가게 앞에서 패션 잡지 쎄씨 모델로 캐스팅되면서 연예계와 인연을 맺게 되었다.
2000년 영화 <단적비연수>로 데뷔했다. '귀엽고 발랄하다'의 느낌의 배우였다. 히트작인 <뉴 논스톱>과 <옥탑방 고양이> 모두 귀엽고 발랄한 주인공으로 출연했다.
2000년 4월 순풍산부인과 534회에 방송작가 정유리로 출연했고, 그 해 개봉한 영화 <은행나무 침대2 - 단적비연수>에서 최진실의 아역으로 데뷔했다. 최진실을 닮은 외모로 인해 '리틀 최진실'로 이름을 알렸다. 그리고 같은 해, 조인성, 장나라, 양동근 등과 MBC시트콤 <뉴 논스톱>(논스톱2)에 출연하여, '타조알' 김영준과의 러브라인으로 인기를 누렸다. 그 다음 시리즈인 <논스톱3>까지 연달아 출연했다. 당시 논스톱 시리즈에서 그녀는 백치미 캐릭터를 연기했고, 이에 따라 작중의 그녀의 별명은 이름을 살짝 비튼 '골다빈'이었다. 이러한 캐릭터의 인기를 바탕으로 <뉴 논스톱>을 통해 2002년 MBC 방송연예대상 시트콤 부문 최우수상을 수상했다.
논스톱 시리즈에 출연하는 와중에도 <돈.com>, <태양은 가득히>, <홍어>, <어쩌면 좋아>, <삼총사> 등의 드라마에 꾸준히 출연했으나 논스톱 시리즈 만큼의 빛은 보지 못 했다.
2003년 5월 MBC <논스톱3>의 계약이 끝나고 정다빈은 극중 뉴질랜드 유학으로 처리된다.
2003년 6월 같은 방송사의 <옥탑방 고양이>에 출연하며 김래원과 함께 대박을 치게 된다. 김래원도 김래원이었지만, 정다빈은 뉴 논스톱 시리즈에서의 발랄한 이미지를 그대로 끌어오는 동시에 억척스러움도 표현해 <옥탑방 고양이>가 높은 시청률을 기록하는데 일등공신이 되고, 이 드라마의 흥행 성공으로 MBC 연기대상 신인연기상을 수상한다.
2004년 송승헌과 함께 귀여니 소설 원작의 영화 <그놈은 멋있었다>에 출연한다. 같은 원작자의 영화 <늑대의 유혹>과 같은 날인 7월 22일에 개봉한 이 영화는 <늑대의 유혹>과 달리 흥행에 실패했다.
2004년 7월 SBS <형수님은 열아홉>에 주인공으로 출연하고, 이 드라마는 시청률 24%를 찍으며[2] 성공적으로 종영됐다.
<형수님은 열아홉>으로 SBS 연기대상 신인연기상을 수상한다.
2005년 5월 SBS <그 여름의 태풍>을 통해 기존과는 다른 청순한 이미지의 배역을 맡으며 연기 변신을 시도하였지만, 그렇게 주목받지는 못했다. 드라마는 평균 15~20%의 시청률로 중박 정도의 흥행었으나 9월까지 30회나 이르는 장기 방영 기간 동안, MBC에서 6월에 시작해 7월에 종영한 내 이름은 김삼순이 시청률 40%를 넘는 넘사벽에 가까운 인기를 보여주면서 상대적으로 묻히게 되었다. 배우 본인은 뉴논스톱의 백치미 캐릭터로 인해 생긴 발랄한 스타일의 이미지로 너무 굳어진 느낌이라, 이미지 변신을 하고 싶어했다고 한다. 2005년쯤부터 얼굴이 변하였다는 의견이 많이 제기되었다. 소속사를 비롯한 주위 사람들이 말리는 것도 듣지 않고 성형수술을 하였다고 한다.
2006년 12월 MBC 창사 45주년 특별생방송에 출연한 적이 있었다.

## 학력
- 중원초등학교 (졸업)
- 숭신여자중학교 (졸업)
- 분당영덕여자고등학교 (졸업)
- 동국대학교 연극영상학과 (졸업)

## 사망
2007년 2월 10일, 당시 본인 남자친구의 집 화장실에서 수건으로 목을 매 숨진 채 발견되었다. 유해는 경기도 안성에 위치한 유토피아추모관에 봉안되었다.
2011년 5월 22일, 4년 전 세상을 떠난 배우 고 정다빈이 오전 경기도 양평의 용천사에서 영혼 결혼식을 올렸다.
아래는 사망 전 날 올라온 정다빈의 글이다.
복잡해서죽을것같았다.이유없이화가나서미칠것같았다.
멀미가날듯이속이힘들었다.머리가너무아파서눈물이났다.
신경질의성낼노의노예가될뻔했다.울다웃다미치는줄알았다.
내가나를 잃었다고생각했었고나는뭔가.정체성을잃어갔었다.

순간.
전기에감전이되듯이.
번쩍.

갑자기평안해졌다.주님이오셨다.형편없는내게.사랑으로.
바보같은내게.나의소중함을알게하시고.용기를주신다.
주저앉으려했던나를.가만히.일으켜주신다.
나는.이제.괜찮다고.말씀하신다.
나는.괜.찮.다.
-정다빈, 싸이월드 미니홈피 (2007년 2월 9일)-

## 출연 작품

### 텔레비전 드라마
| 연도* | 제목            | 역할           | 방송사 | 비고           |
| ----- | --------------- | -------------- | ------ | -------------- |
| 2000  | 순풍산부인과    | 정유리         | SBS    | 제524회에 출연 |
| 2000  | 돈.com          | 미스 정        | SBS    | 시트콤         |
| 2000  | 태양은 가득히   | 강민주         | KBS2   |                |
| 2001  | 홍어            | 삼례           | KBS    | TV문학관       |
| 2001  | 뉴 논스톱       | 정다빈         | MBC    | 시트콤         |
| 2002  | 논스톱 3        | 정다빈         | MBC    | 시트콤         |
| 2002  | 삼총사          | 장윤정         | MBC    |                |
| 2003  | 옥탑방 고양이   | 남정은         | MBC    |                |
| 2004  | 형수님은 열아홉 | 한유민(정혜원) | SBS    |                |
| 2005  | 그 여름의 태풍  | 강수민         | SBS    |                |

*다년간 방송된 프로그램의 경우, 정다빈이 출연한 연도 또는 출연하기 시작한 연도를 가리킨다.

### 영화
| 연도 | 제목                        | 역할    | 비고 |
| ---- | --------------------------- | ------- | ---- |
| 2000 | 은행나무 침대 2: 단적비연수 | 어린 비 |      |
| 2004 | 그 놈은 멋있었다            | 한예원  |      |

### 뮤직비디오
- 2006년 《사랑안해》 (백지영)
- 2001년 《묻어버린 아픔》 (박효신)

### 광고
- 게임튜브
- 롯데제과 빼빼로
- BYC 스콜피오
- 빙그레 키스베리 (안문숙과 함께 출연)
- KT KT전화 (성시경, 정태우와 함께 출연)
- GS25 (김창완과 함께 출연)
- CJ 쁘띠첼 (김효진, 이진, 다나 등과 함께 출연)

## 수상 및 후보
| 연도 | 시상식           | 부문                        | 작품            | 결과 | 출처   |
| ---- | ---------------- | --------------------------- | --------------- | ---- | ------ |
| 2002 | MBC 방송연예대상 | 시트콤 부문 최우수상        | 뉴 논스톱       | 수상 | [ 13 ] |
| 2003 | MBC 연기대상     | 여자 신인상                 | 옥탑방 고양이   | 수상 | [ 14 ] |
| 2003 | MBC 연기대상     | 인기상                      | 옥탑방 고양이   | 후보 | [ 15 ] |
| 2003 | MBC 연기대상     | 베스트커플상(김래원과 함께) | 옥탑방 고양이   | 후보 | [ 15 ] |
| 2004 | SBS 연기대상     | 뉴스타상                    | 형수님은 열아홉 | 수상 | [ 16 ] |

## 같이 보기
- 대한민국의 자살

### 내용주
1. ↑  2007년 2월 13일 스포츠조선 등에 보도된 정다빈의 운구 사진을 참고하면 관 위의 붉은 천에 ‘聖徒鄭慧善之柩’라고 쓰여 있어 본명 정혜선의 한자 표기가 ‘鄭慧善’임을 알 수 있다. 그러나 이후 2011년 5월 22일 스타뉴스에 보도된 정다빈의 영혼결혼식 기사 사진을 보면 ‘亡妻河東孺人鄭惠善靈駕’라고 쓰고 있어 정다빈이 하동 정씨임을 알 수 있으나 본명의 한자 표기는 이전과 다른 ‘鄭惠善’으로 쓰고 있다. 둘 중 어느 것이 정확한 한자 표기인지는 확실치 않다.
2. ↑  2001년 3월 21일 방송.

### 참조주
1. ↑  정은정 (2007년 2월 10일). “크리스천 고(故) 정다빈, 성경책과 함께 입관”. 《헤럴드경제》. 2018년 3월 27일에 원본 문서에서 보존된 문서. 2015년 5월 16일에 확인함.
2. ↑  “[핫포토] 故 정다빈 장례식”. 《스포츠조선》. 2007년 2월 13일. 2015년 5월 16일에 원본 문서에서 보존된 문서. 2015년 5월 16일에 확인함.
3. ↑  송지원 (2011년 5월 22일). “[★포토]故 정다빈, 4년 만에 올린 영혼결혼식”. 《스타뉴스》. 2015년 5월 16일에 확인함.
4. 1 2  네이버. “네이버 인물정보 > 정다빈”. 《네이버》. 2015년 5월 16일에 확인함.
5. ↑  배현정 (2003년 5월 22일). “[스타 데이트] '깜찍이' 정다빈”. 《데일리한국》. 2015년 5월 16일에 확인함.
6. ↑  “정다빈, 동국대 연극영화과 수시모집 합격”. 《스포츠조선》. 2003년 7월 30일. 2015년 5월 16일에 원본 문서에서 보존된 문서. 2015년 5월 16일에 확인함.
7. ↑  김선우 (2003년 7월 30일). “‘옥탑방 고양이’ 탤런트 정다빈, 동국대 연극영상학부 합격”. 《동아일보》. 2015년 5월 16일에 확인함.
8. ↑  “연예인들 대학생활 엿보기”. 《일요신문》 638. 2004년 8월 8일. 2015년 5월 16일에 확인함.
9. ↑  이유현 (2000년 12월 24일). “정다빈, '끼만 가득히'”. 《스포츠조선》. 2001년 1월 24일에 원본 문서에서 보존된 문서. 2015년 5월 16일에 확인함.
10. ↑  강건택 기자 (2007년 2월 10일). “탤런트 정다빈 목매 숨진채 발견”. 연합뉴스. 2012년 5월 30일에 확인함.
11. ↑  　정다빈, 영혼 결혼식…"하늘나라서 행복하길"
12. ↑  SBS (2000). “SBS 돈.com > 돈.com 가족들 > 등장인물 관계도표”. 《SBS》. 2001년 6월 26일에 원본 문서에서 보존된 문서. 2015년 5월 16일에 확인함.
13. ↑  홍제성 (2002년 12월 30일). “`2002 MBC 방송연예 대상'에 김용만”. 《연합뉴스》. 2015년 4월 4일에 확인함.
14. ↑  “MBC 연기대상에 `대장금' 이영애”. 《연합뉴스》. 2003년 12월 31일. 2015년 4월 10일에 원본 문서에서 보존된 문서. 2015년 4월 4일에 확인함.
15. ↑  유상우 (2003년 12월 17일). “MBC 연기대상 후보 확정,여자 최우수 이영애 하지원 격돌”. 《뉴시스》. 2015년 4월 4일에 확인함.
16. ↑  “박신양·김정은 ‘SBS 연기대상’ 대상 공동수상”. 《일요신문》. 2005년 1월 3일. 2015년 4월 4일에 확인함.